# NK Croatia
NK Croatia är en fotbollsförening från Kroksbäck, Malmö. Föreningen bildades 15 november 1962 av kroatiska emigranter. Föreningen spelar sina hemmamatcher på Krocksbäcks IP.
Säsongerna 1989 och 1990 spelade NK Croatia i Division 2 Södra, tillsammans med Malmöklubbarna BK Olympic och Kirsebergs IF. Malmö FF var den enda förening från staden som spelade i en högre division.

## Seriespel
| År   | Serie                              | Placering | Övrigt                                                |
| ---- | ---------------------------------- | --------- | ----------------------------------------------------- |
| 1972 | Malmö Nya Fotbollsserie            | 4         |                                                       |
| 1973 | Malmö Nya Fotbollsserie            | 1         |                                                       |
| 1974 | Division 6 Skåne Södra, Östra      | 5         |                                                       |
| 1975 | Division 6 Skåne Södra, Östra      | 5         |                                                       |
| 1976 | Division 6 Skåne Södra, Östra      | 2         |                                                       |
| 1977 | Division 6 Skåne Sydvästra, Västra | 1         | Uppflyttning till Div 5                               |
| 1978 | Division 5 Skåne Sydvästra, Södra  | 10        |                                                       |
| 1979 | Division 5 Skåne Sydvästra, Södra  | 12        | nedflyttning till Div 6                               |
| 1980 | Division 6 Skåne Sydvästra, Södra  | 9         |                                                       |
| 1981 | Division 6 Skåne Sydvästra, Södra  | 3         |                                                       |
| 1982 | Division 6 Skåne Sydvästra, Södra  | 1         | Uppflyttning till Div 5                               |
| 1983 | Division 5 Skåne Sydvästra A       | 2         |                                                       |
| 1984 | Division 5 Skåne Sydvästra A       | 1         | Uppflyttning till Div 4                               |
| 1985 | Division 4 Skåne Sydvästra         | 3         |                                                       |
| 1986 | Division 4 Skåne Sydvästra         | 3         |                                                       |
| 1987 | Division 4 Skåne Sydvästra         | 1         | Uppflyttning till Div 3                               |
| 1988 | Division 3 Södra Götaland          | 1         | Uppflyttning till Div 2 & vinner Malmömästerskapen    |
| 1989 | Division 2 Södra                   | 9         | Vinner Malmömästerskapen för andra året i rad         |
| 1990 | Division 2 Södra                   | 14        | Nedflyttning till Div 3                               |
| 1991 | Division 3 Södra Götaland          | 5         | Vinner Malmömästerskapen för tredje gången på fyra år |
| 1992 | Division 3 Södra Götaland A        | 3         |                                                       |
| 1992 | Hösttrean Södra Götaland           | 12        | Nedflyttning till Div 4                               |
| 1993 | Division 4 Skåne Sydvästra         | 3         |                                                       |
| 1994 | Division 4 Skåne Sydvästra         | 1         | Uppflyttning till Div 3                               |
| 1995 | Division 3 Södra Götaland          | 12        | Nedflyttning till Div 4                               |
| 1996 | Division 4 Skåne Sydvästra         | 8         |                                                       |
| 1997 | Division 4 Skåne Sydvästra         | 10        | Nedflyttning till Div 5                               |
| 1998 | Division 5 Skåne Sydvästra A       | 1         | Uppflyttning till Div 4                               |
| 1999 | Division 4 Skåne Västra            | 5         |                                                       |
| 2000 | Division 4 Skåne Södra             | 7         |                                                       |
| 2001 | Division 4 Skåne Södra             | 12        | Nedflyttning till Div 5                               |
| 2002 | Division 5 Skåne Sydvästra A       | 9         |                                                       |
| 2003 | Division 5 Skåne Mellersta         | 4         |                                                       |
| 2004 | Division 5 Skåne Sydvästra         | 1         | Uppflyttning till Div 4                               |
| 2005 | Division 4 Skåne Södra             | 11        | Nedflyttning till Div 5                               |
| 2006 | Division 5 Skåne Sydvästra         | 4         |                                                       |
| 2007 | Division 5 Skåne Sydvästra         | 1         | Uppflyttning till Div 4                               |
| 2008 | Division 4 Skåne Västra            | 5         |                                                       |
| 2009 | Division 4 Skåne Västra            | 12        | Nedflyttning till Div 5                               |
| 2010 | Division 5 Skåne Sydvästra         | 9         |                                                       |
| 2011 | Division 5 Skåne Sydvästra         | 5         |                                                       |
| 2012 | Division 5 Skåne Södra             | 5         |                                                       |
| 2013 | Division 5 Skåne Sydvästra A       | 6         |                                                       |
| 2014 | Division 5 Skåne Sydvästra A       | 4         |                                                       |
| 2015 | Division 5 Skåne Sydvästra A       | 5         |                                                       |
| 2016 | Division 5 Skåne Sydvästra         | 1         | Uppflyttning till Div 4                               |
| 2017 | Division 4 Skåne Sydvästra         | 12        | Nedflyttning till Div 5                               |
| 2018 | Division 5 Skåne Sydvästra         | 11        | Nedflyttning till Div 6                               |
| 2019 | Division 6 Skåne Sydvästra B       | 3         | Kval till div 5                                       |
| 2020 | Division 5 Skåne Sydvästra         | 7         |                                                       |
| 2021 | Division 5 Skåne Sydvästra         | 2         |                                                       |
| 2022 | Division 5 Skåne Sydvästra         | 4         |                                                       |
| 2023 | Division 5 Skåne Sydvästra         | 1         | Uppflyttning till Div 4                               |
| 2024 | Division 4 Skåne Sydvästra         | 1         | Uppflyttning till Div 3                               |

## Klubbmeriter
Malmömästerskapen: 1988, 1989, 1991, 2016